# أشلي بوتنام
أشلي بوتنام (بالإنجليزية: Ashley Putnam) هي مغنية ومغنية أوبرا أمريكية، ولدت في 10 أغسطس 1952.

## وصلات خارجية
- أشلي بوتنام على موقع ميوزك برينز (الإنجليزية)
- أشلي بوتنام على موقع ديسكوغز (الإنجليزية)